# De kunst om bemind te worden
De kunst om bemind te worden (Pools: Jak być kochaną) is een Poolse dramafilm uit 1963 onder regie van Wojciech Jerzy Has.

## Verhaal
De actrice Felicja is op weg naar Parijs. Haar gedachten dwalen af naar de tijd kort voor de Duitse inval. Ze zou de rol van Ophelia spelen in het treurspel Hamlet. Haar collega Wiktor zou Hamlet zelf zijn. Als de Duitsers het land zijn binnengetrokken, wordt de schouwburg gesloten. Wiktor schiet een collaborateur dood in een café. Felicja verbergt hem bij haar thuis en wordt serveerster om aan de kost te komen. Ze sluit zich ook aan bij een toneelgezelschap. Na de Tweede Wereldoorlog hervat Wiktor al gauw zijn leven in de schijnwerpers. Maar zij wordt beschuldigd van collaboratie. Als ze elkaar jaren nadien weer ontmoeten, is Wiktor een alcoholist geworden naar wiens oorlogsverhalen geen mens nog taalt.

## Rolverdeling
| Acteur                | Personage      |
| --------------------- | -------------- |
| Barbara Krafftówna    | Felicja        |
| Zbigniew Cybulski     | Wiktor Rawicz  |
| Artur Mlodnicki       | Tomasz         |
| Wienczyslaw Glinski   | Bacterioloog   |
| Wieslaw Golas         | Duitse soldaat |
| Wieslawa Kwasniewska  | Fotografe      |
| Zdzislaw Maklakiewicz | Zenon          |
| Tadeusz Kalinowski    | Peters         |
| Miroslawa Krajewska   | Stewardess     |